# Odin (Minnesota)
Odin es una ciudad ubicada en el condado de Watonwan en el estado estadounidense de Minnesota. En el Censo de 2010 tenía una población de 106 habitantes y una densidad poblacional de 110,91 personas por km².

## Geografía
Odin se encuentra ubicada en las coordenadas 43°52′2″N 94°44′34″O / 43.86722, -94.74278. Según la Oficina del Censo de los Estados Unidos, Odin tiene una superficie total de 0.96 km², de la cual 0.96 km² corresponden a tierra firme y (0%) 0 km² es agua.

## Demografía
Según el censo de 2010, había 106 personas residiendo en Odin. La densidad de población era de 110,91 hab./km². De los 106 habitantes, Odin estaba compuesto por el 96.23% blancos, el 0% eran afroamericanos, el 0% eran amerindios, el 3.77% eran asiáticos, el 0% eran isleños del Pacífico, el 0% eran de otras razas y el 0% pertenecían a dos o más razas. Del total de la población el 2.83% eran hispanos o latinos de cualquier raza.